# Elektronische Leinensicherung
Elektronische Leinensicherung (ELS) ist eine Form von Warensicherung. Sie wird vor allem in Elektronikfachmärkten eingesetzt, um besonders diebstahlgefährdete Artikel zu schützen. Vorteil der Leinensicherung gegenüber dem Einschließen in eine Vitrine ist, dass der Kunde das Gerät frei ausprobieren kann, ohne dass das Geschäft auf volle Sicherheit verzichten muss.
Meist wird die ELS bei Mobiltelefonen, MP3-Playern oder Navigationsgeräten eingesetzt. Auch Computer werden mit elektronischen Leinensicherungen gegen Diebstahl geschützt.

## Klebesicherung
Bei einer Klebesicherung wird ein meist schwarzes Modul mittels eines fest haftenden Klebepads am Objekt angebracht. Dieses Modul ist durch ein Kabel mit einem Gegenstück verbunden, das wiederum an dem Regal oder Auslagetisch befestigt ist, auf dem die zu sichernde Ware liegt. Bei Manipulation (z. B. Durchschneiden das Kabels, Entfernen des Moduls) wird ein Alarm ausgelöst. Zum Schutz vor Manipulation befindet sich am Modul ein kleiner Knopf, der durch ein Loch im Klebepad beim Anbringen an das Objekt betätigt wird. Bei Entfernen des Pads ist der Knopf nicht mehr gedrückt und es wird Alarm ausgelöst. Bei Handys wird oftmals ein zweites, kleineres Klebemodul mit gleicher Funktion auf der Vorderseite angebracht, um sowohl das Handy selbst als auch die abnehmbare Rückseite des Gehäuses zu sichern.
Da die elektronischen Klebesicherungen sehr empfindlich sind, kommt es auch zu Fehlalarmen. Einen Alarm können Mitarbeiter mit einem Schlüssel oder einer Funkfernbedienung deaktivieren.

## Spider-Wraps

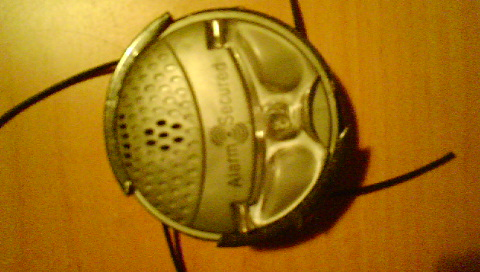
Leinensicherung Spider Wrap

Ebenfalls zu den Leinensicherungen gehören die Spider Wraps. Diese sehen gar nicht wie eine konventionelle Leinensicherung aus, sie werden heute aber in den meisten Elektronikfachmärkten eingesetzt, um Kartons und Verpackungen gegen Diebstahl zu schützen. Das Prinzip ist ganz einfach: ein kleiner Wrap (der Hauptbestandteil) wird an der Seite des Kartons angebracht. Aus diesem Wrap führen vier Kabel heraus, welche die Verpackung rundum umwickeln. Der Kunde kann sich die Verpackung ansehen und damit zur Kasse gehen. Wenn er jedoch am Ausgang durch die Antennen geht, wird ein Alarm ausgelöst. Sollte er versuchen, das Spider Wrap zu manipulieren, indem er die Kabel durchschneidet, wird ebenfalls ein Alarm ausgelöst. An der Kasse werden Spider Wraps innerhalb von fünf Sekunden entfernt: der Verkäufer hat einen sogenannten Handlöser, welcher einen starken Magneten enthält. Durch einen Mechanismus im Inneren reagiert das Spider Wrap darauf. Es löst die Kabel, so dass die Sicherung entfernt werden kann.
Solche Handlöser werden nur an kommerzielle Nutzer verkauft. Die darin enthaltenen Magnete sind erheblich stärker als z. B. einfache Küchenmagneten, die hier gar nichts verursachen würden.